# فرودگاه اکمی
فرودگاه اکمی (به انگلیسی: Acme Airport) یک فرودگاه همگانی است که یک باند فرود چمن دارد و طول باند آن ۴۲۷ متر است. این فرودگاه در کشور کانادا قرار دارد و در ارتفاع ۹۲۵ متری از سطح دریا واقع شده‌است.